# Zebreira
Zebreira is een plaats (freguesia) in de Portugese gemeente Idanha-a-Nova en telt 1063 inwoners (2001).